# Інфрачервоний давач

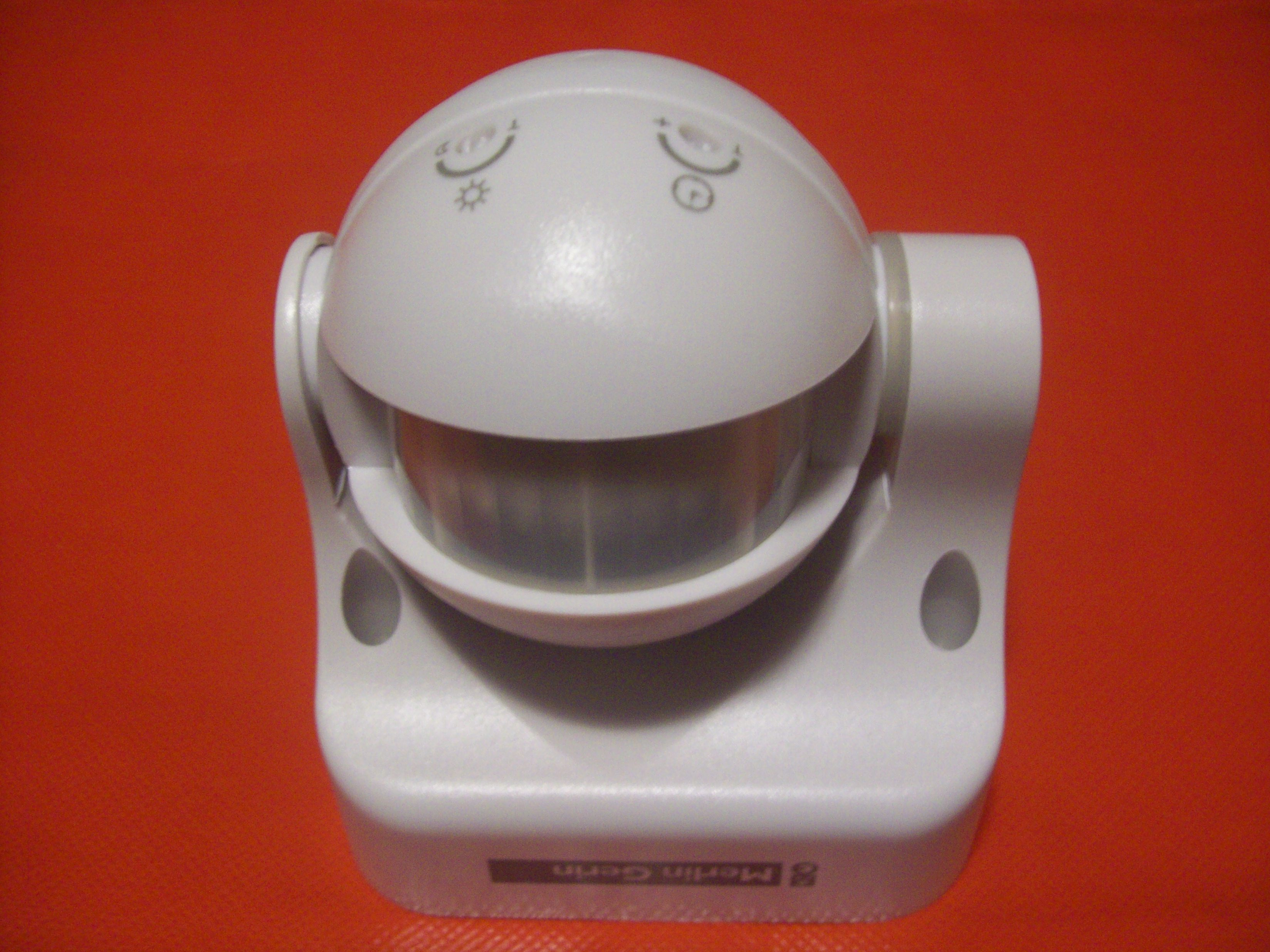
Інфрачервоний давач руху — реагує на переміщення повз нього тепла на відстані до 12 м

Інфрачерво́ний да́вач, давач руху (англ. Infrared sensor)  — пристрій, що складається з передавача та приймача інфрачервоного випромінювання (активний давач) і у випадку переривання променю, генерується сигнал тривоги; або складається тільки з приймача (пасивний давач) і, у випадку появи у просторі, що ним контролюється, додаткового джерела інфрачервоного випромінювання (тепла) генерується сигнал тривоги.

## Принцип дії
Пасивні та активні інфрачервоні давачі руху широко використовуються у системах охоронної сигналізації. Датчики руху, створені на основі інфрачервоних сенсорів, вловлюють інфрачервоне випромінювання (тепло).

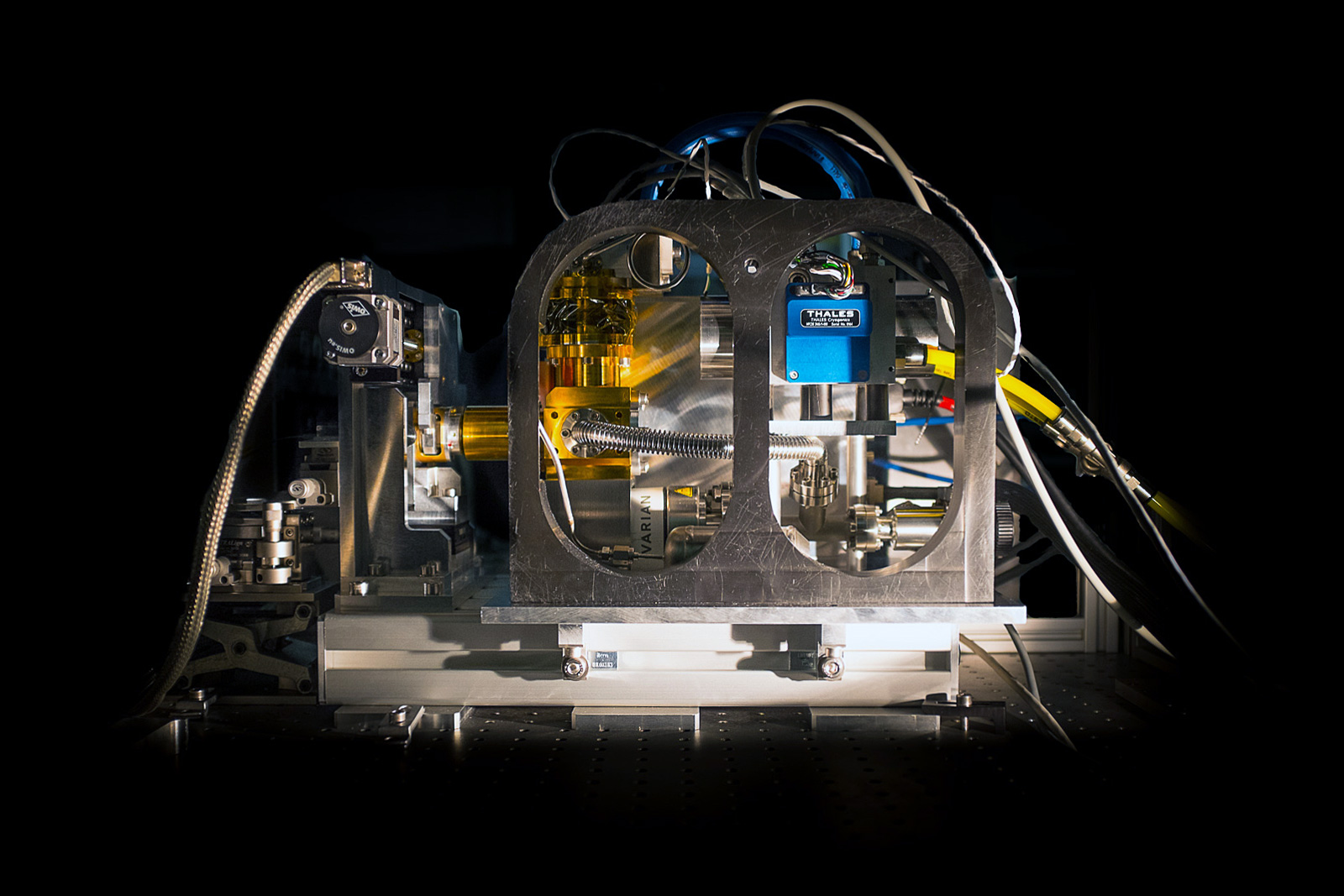
Прототип високошвидкісного інфрачервоного детектора, встановленого на інструменті Pionier в Обсерваторії Паранал, ЄПО

Тепловий ефект дії інфрачервоного випромінювання можна спостерігати за допомогою багатьох температуро-залежних явищ. Болометри і мікроболометри використовують зміну опору. Термопари і термостовпчики використовують термоелектричні явища. Датчики Голея піддаються тепловому розширенню. У інфрачервоних спектрометрах зазвичай використовуються піроелектричні давачі.
Час реакції і чутливість фотонних давачів може бути набагато покращено, але задля цього, як правило, їх потрібно охолодити, щоб зменшити тепловий шум. Як матеріали, використовуються напівпровідники з вузькою забороненою зоною. Фотони інфрачервоного випромінення, які потрапляють на приймач, можуть викликати електронні збудження. У фотопровідних давачах, заміряють електричний опір елемента детектора. Фотовольтаїчні давачі містять p-n перехід, на якому з'являється фотоелектричний струм у разі потрапляння світла.